# NGC 5198
NGC 5198 ist eine Elliptische Galaxie vom Hubble-Typ E1 im Sternbild der Jagdhunde und etwa 116 Millionen Lichtjahre von der Milchstraße entfernt.
Sie wurde am 12. Mai 1787 von Wilhelm Herschel mit einem 18,7-Zoll-Spiegelteleskop entdeckt, der sie dabei mit „pB, pL, R, mbM“ beschrieb.

## NGC 5198-Gruppe (LGG 352)
| Galaxie   | Alternativname | Entfernung/Mio. Lj |
| --------- | -------------- | ------------------ |
| NGC 5198  | PGC 47441      | 116                |
| NGC 5169  | PGC 47231      | 113                |
| NGC 5173  | PGC 47257      | 112                |
| PGC 48012 | UGC 8597       | 112                |